# Christoffel Columbus

Marinevaandel van de schepen van Columbus

Christoffel Columbus (Italiaans Cristoforo Colombo, Spaans Cristóbal Colón, Portugees Cristóvão Colombo, Latijn Christophorus Columbus; Genua, 1451 – Valladolid, 20 mei 1506) is de beroemdste ontdekkingsreiziger uit het tijdperk van de grote ontdekkingen. Hij maakte naam door zijn ontdekking van Amerika onder Spaanse vlag in 1492. Columbus dacht na het oversteken van de Atlantische Oceaan Indië bereikt te hebben, maar was in werkelijkheid gestuit op een (voor hem en zijn plaats- en tijdgenoten) Nieuwe Wereld. 
Zijn ontdekking vormt een keerpunt in de wereldgeschiedenis, waarvan de betekenis nauwelijks overschat kan worden. Europese machten koloniseerden de beide Amerikaanse continenten. De ruime hoeveelheden land en grondstoffen speelden een rol bij de opkomst van Europa als het overheersende continent in de wereld. 
De Columbiaanse uitwisseling zorgde voor een wereldwijde uitwisseling van gewassen, dieren en ziektes. De besmettelijke ziektes van de Oude Wereld hadden een verwoestende uitwerking op de inheemse bevolkingen.
Even opmerkelijk als de ontdekkingen van Columbus is diens eigen levensloop. Ondanks zijn eenvoudige komaf wist hij zich toegang te verschaffen tot de koninklijke hoven van Portugal en Spanje om daar zijn plannen voor een westwaartse route naar Azië te bepleiten. Op basis van zijn praktische ervaringen op zee en - foutieve - geografische veronderstellingen argumenteerde hij dat dit een korte oversteek zou zijn. Na jaren lobbyen kreeg hij groen licht van koningin Isabella van Castilië. In vier ontdekkingsreizen bracht hij een groot deel van het Caraïbisch gebied in kaart. Columbus werd tevens gouverneur van de Spaanse kolonie op Hispaniola, maar was als bestuurder geen succes. Hij bleek niet in staat een effectief gezag op te bouwen en werd in 1500 ontheven uit zijn functie. Op Hispaniola zette Columbus wel de toon voor de Spaanse overheersing van de inheemse volken van de Nieuwe Wereld door de plaatselijke Taíno gewelddadig te onderwerpen. Na een laatste tocht naar Midden-Amerika stierf hij in 1506, nog steeds ervan overtuigd dat hij Azië had bereikt.

## Jeugd en vroege carrière
Over het latere leven van Christoffel Columbus is veel bekend, maar over zijn vroege verrichtingen is hij zelf de voornaamste bron. Hij werd in 1451 geboren in Genua (zie ook: De afkomst van Columbus) als zoon van Domenico Colombo en Susanna Fontanarossa, beiden wevers. Een wever met de naam Domenico Colombo bezat in de jaren 1470 een herberg in het naburige Savona en wellicht is dat dezelfde. Duidelijk is wel dat Columbus uit een eenvoudige familie stamde. Een Spaanse vriend omschreef Columbus als een man met een grote intelligentie, maar weinig opleiding. In zijn latere leven leerde Columbus Latijn, Portugees en Castiliaans en las hij veel werken over astronomie, geografie en geschiedenis.
Columbus meldde zelf dat hij al op jonge leeftijd naar zee was gegaan. Vanaf 1473 werkte hij als koopman voor Centurione, een Genuese handelsfirma. In die hoedanigheid bereisde hij de Middellandse Zee en het toen bekende deel van de Atlantische Oceaan. Hij deed in die jaren ruime ervaring op over de navigatie op de oceaan. In 1477 maakte hij een reis naar Bristol en Ierland. Zelf beweerde hij dat hij toen ook honderd leuga voorbij IJsland is gezeild, maar dit is twijfelachtig. Columbus verkende de Atlantische Oceaan ook in zuidelijke richting. Tussen 1482 en 1485 maakte hij een reis naar de Golf van Guinee, waar de Portugezen net het fort Elmina aan de Goudkust hadden gevestigd. Uit zijn latere geschriften blijkt dat hij goed op de hoogte was van de omstandigheden in West-Afrika en Elmina als voorbeeld nam bij het inrichten van zijn eigen kolonie.
Rond 1476 vestigde Columbus zich in Lissabon. Zijn broer Bartolomeo werkte daar als cartograaf. Hij huwde in 1478 met Filipa Moniz Perestrello. Zij schonk Columbus zijn enige wettige zoon, Diego en overleed enkele jaren later. Als dochter van de gouverneur van het eilandje Porto Santo was Filipa een goede partij voor Columbus, die daardoor een stapje hoger op de sociale ladder kwam. Op Madeira en Porto Santo werd op plantages suikerriet verbouwd met behulp van Afrikaanse slaven. Columbus bezocht Madeira en werd actief in de suikerhandel met deze eilanden. In deze periode bezocht hij ook de Azoren, 1500 kilometer ten westen van Portugal.

## Plannen voor een westwaartse route naar Indië

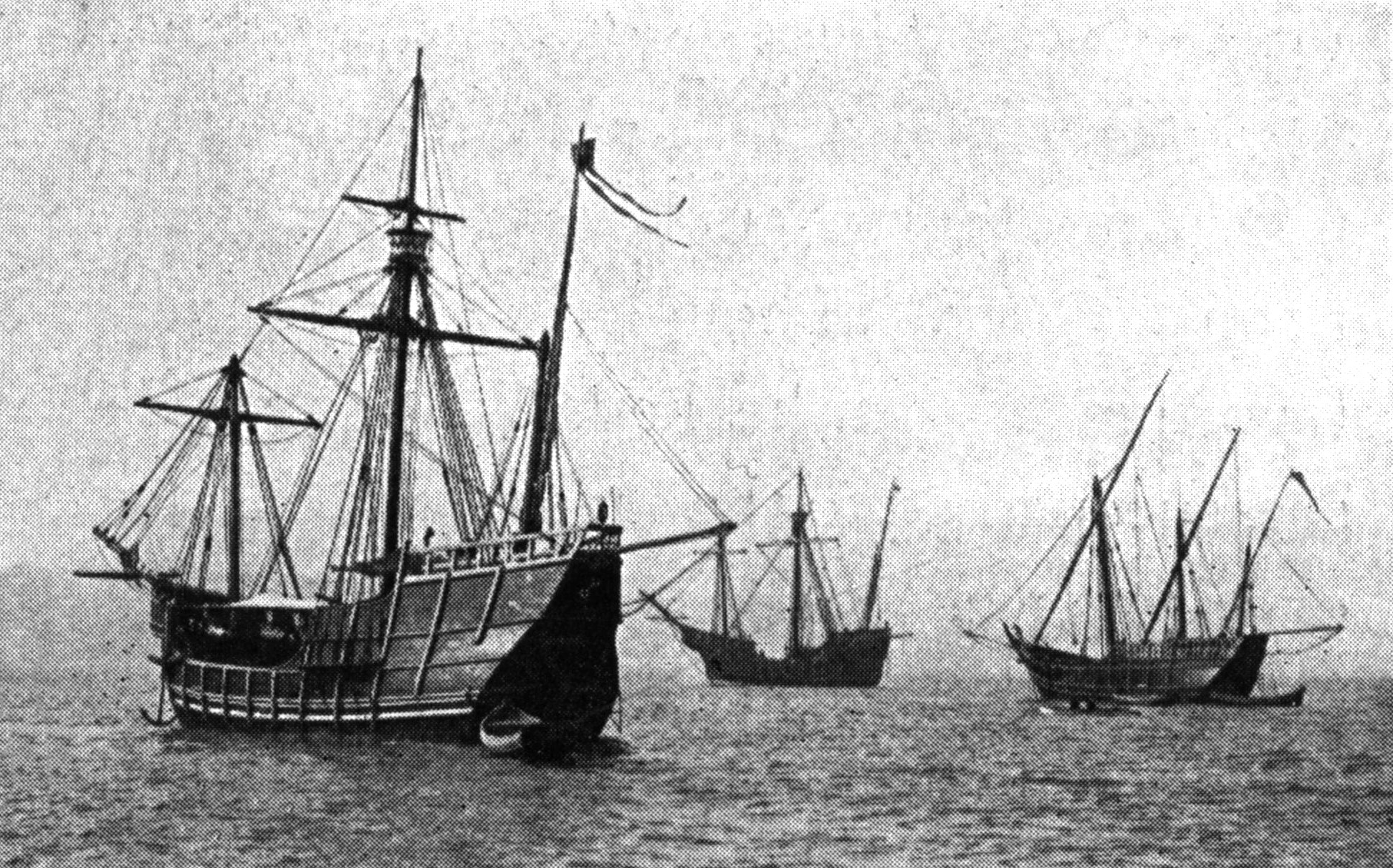
Replica's van de Santa María, de Niña en de Pinta uit 1893

### Achtergrond
De Portugezen hadden sinds de start van hun ontdekkingsreizen onder Hendrik de Zeevaarder veel vooruitgang geboekt langs de kust van Afrika. In 1486 kwam Diogo Cão al tot in Namibië, 9000 kilometer van Lissabon. De Portugezen hoopten via een route rond Afrika toegang te verkrijgen tot de lucratieve specerijenhandel en andere rijkdommen van Indië. Wellicht konden ze dan ook contact leggen met de legendarische priester Johannes. Deze mythische christelijke heerser zou een machtige bondgenoot zijn in de strijd tegen de Moren.
Gedurende hun reizen langs de Afrikaanse kust leerden de Portugezen het circulaire windsysteem van de Atlantische Oceaan steeds beter kennen. Op de heenreis konden ze met behulp van de noordoostpassaat de kust volgen. Bij de thuisreis voeren ze in noordwestelijke richting de open zee op tot ze bij de Azoren in de gordel van westenwinden terechtkwamen die hen terugbracht naar Portugal. Ze noemden deze navigatietechniek de volta do mar (terugkeer over de zee). Bij de lange tochten over zee werden de negen eilanden van de Azoren en de Kaapverdische eilanden ontdekt. De algemene verwachting was dat er nog meer eilanden in de oceaan te vinden waren, zoals het legendarische Antillia, het eiland van Sint-Brandaan en Brasil. Op kaarten werden deze eilanden steevast ingetekend, bijvoorbeeld door de in Lissabon werkzame Duitse geograaf Martin Behaim.
Christoffel Columbus had het bekende deel van de Atlantische Oceaan van noord tot zuid doorkruist. Hij was zeer vertrouwd met de windsystemen. Op basis van deze praktische ervaringen rijpte bij hem het plan om met behulp van de noordoostpassaat in westwaartse richting terra incognita te verkennen. De vraag was wat hij aan zou treffen.

### Geografische overwegingen

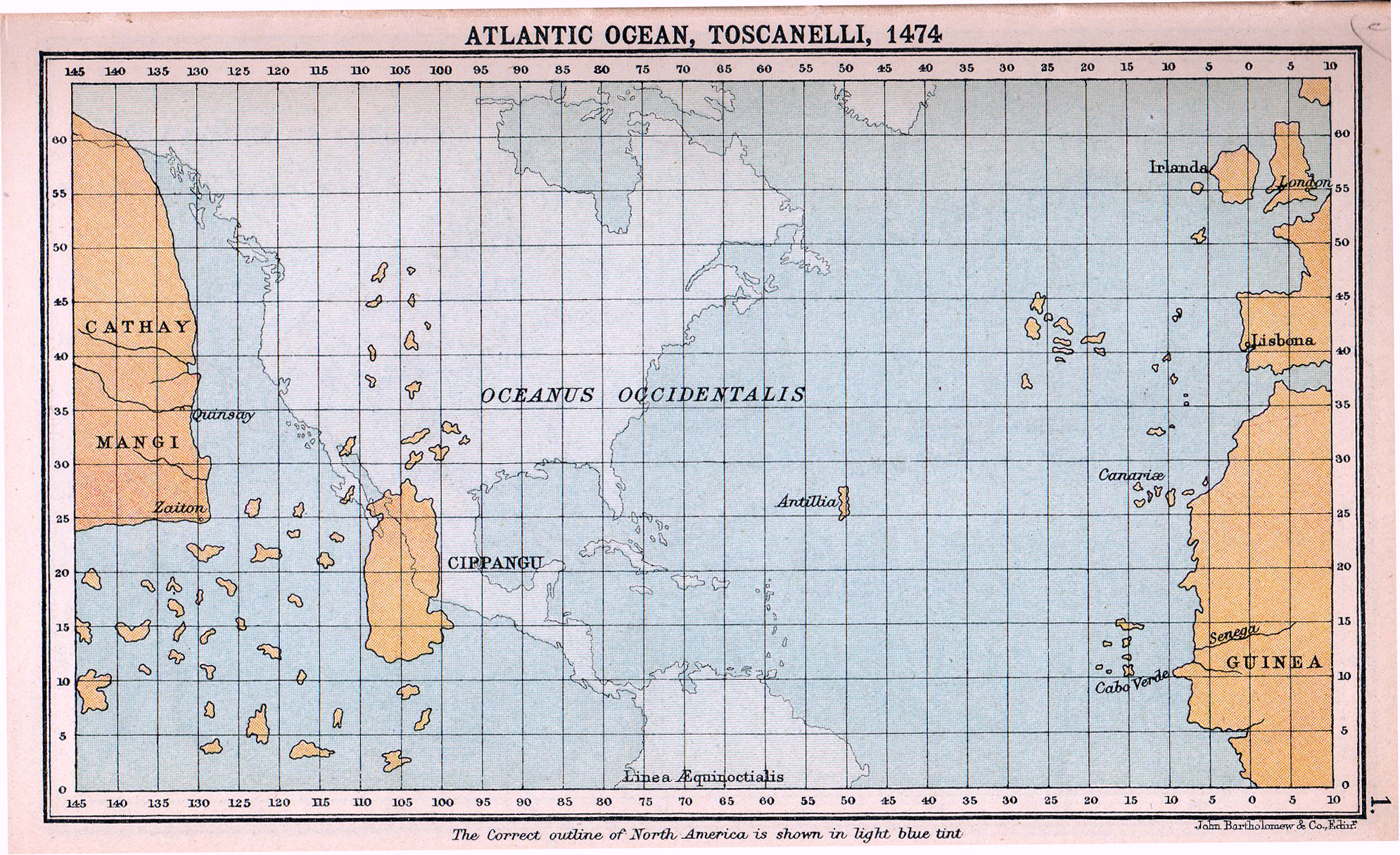
Toscanelli’s kaart van de Atlantische Oceaan, geprojecteerd op de werkelijke situatie

Kaart van de Atlantische Oceaan, gemaakt door Columbus en zijn broer Bartolomeo, ca. 1490

Het concept van een bolvormige Aarde was in de renaissance onder geografen algemeen aanvaard. De oude Grieken hadden dit al vastgesteld; de grootste autoriteit onder hen was Claudius Ptolemaeus, wiens standaardwerk Geographia in de 15e eeuw was vertaald in het Latijn. Ptolemaeus stelde dat er tussen Europa en Azië een open oceaan was, waardoor men in principe westwaarts zeilend vanuit Europa Azië kon bereiken. Volgens Ptolemaeus strekte deze oceaan zich echter over de halve aardbol uit en was zo'n reis dus praktisch niet haalbaar. Verschillende geografen in de renaissance dachten hier echter anders over. De discussie ging vooral over twee zaken: hoe ver Azië zich naar het oosten uitstrekte én hoe groot de omtrek van de aarde was.
Ptolemaeus had berekend dat de Euraziatische landmassa zich over 177 van de 360 lengtegraden uitstrekte. Dat was al 50 lengtegraden meer dan de werkelijkheid, maar Ptolemaeus' tijdgenoot Marinus van Tyrus schatte de breedte van Eurazië zelfs op 225 lengtegraden. De Franse geestelijke Pierre d'Ailly nam Marinus' theorie over en Martin Behaim ging nog een stapje verder met 234 lengtegraden.
Eratosthenes, hoofdbibliothecaris van de Bibliotheek van Alexandrië, had de omtrek van de aarde al in de oudheid op een theoretisch correcte manier berekend, maar door het gemis aan betrouwbare meetpunten en vergelijkbare meeteenheden bleef dit omstreden. De werkelijke omtrek van de aarde op de evenaar is 40 075 kilometer, maar de meeste tijdgenoten van Columbus schatten deze afstand lager in.
De Florentijnse geograaf Paolo dal Pozzo Toscanelli (1397-1482) propageerde de theorie van een smalle, bevaarbare Atlantische Oceaan. In 1474 had hij over dit onderwerp een brief en een kaart aan de Portugese koning gestuurd. Columbus kende deze ideeën en had nog met Toscanelli gecorrespondeerd, vlak voor diens dood. Columbus vestigde zich in de jaren 1480 als boekhandelaar in Lissabon en stortte zich op alle mogelijke literatuur in de hoop zijn stelling te onderbouwen dat het mogelijk was om de Atlantische Oceaan over te steken. Hij ging daarbij zeer opportunistisch te werk: alle argumenten vóór een smalle oceaan gebruikte hij en de rest negeerde hij. De werken die Columbus las zijn bewaard gebleven. Hij maakte minstens 2115 kanttekeningen in de marges van zijn boeken, zodat er een goed beeld is van de zaken die hem aanspraken. De meeste aantekeningen maakte hij in de Geographia van Ptolemaeus, de Imago Mundi (1410) van Pierre d'Ailly, Marco Polo's boek Il Milione, de Historia Rerum ubique Gestarum (1477) van Paus Pius II en de Bijbel. Naast geografische zaken noteerde Columbus ook veel bij passages over de rijkdommen en exotische wezens in het oosten. Zo streepte hij elke passage over de Amazonen aan.
Columbus nam de te hoge schattingen van de breedte van Eurazië over en op grond van eigen waarnemingen in de Golf van Guinee stelde hij dat de aarde een omtrek van 32 000 kilometer had, acht procent kleiner dan de laagste schatting van zijn tijdgenoten. Zelfs met deze aannames bleven er langs de evenaar nog 12 000 kilometer oceaan te overbruggen. Columbus had echter nog een derde argument: in de 13e eeuw was de Venetiaan Marco Polo naar het Cathay (China) van Koeblai Khan gereisd. Marco Polo had, als eerste Europeaan, melding gemaakt van een groot en schatrijk eiland Cipangu (Japan), 2500 kilometer ten oosten van China. Bovendien vertelde Marco Polo dat er nog 1378 andere eilanden in die zee lagen. Columbus mocht dus hopen op diverse tussenstops op een tocht naar China.

### Op zoek naar sponsors voor de tocht

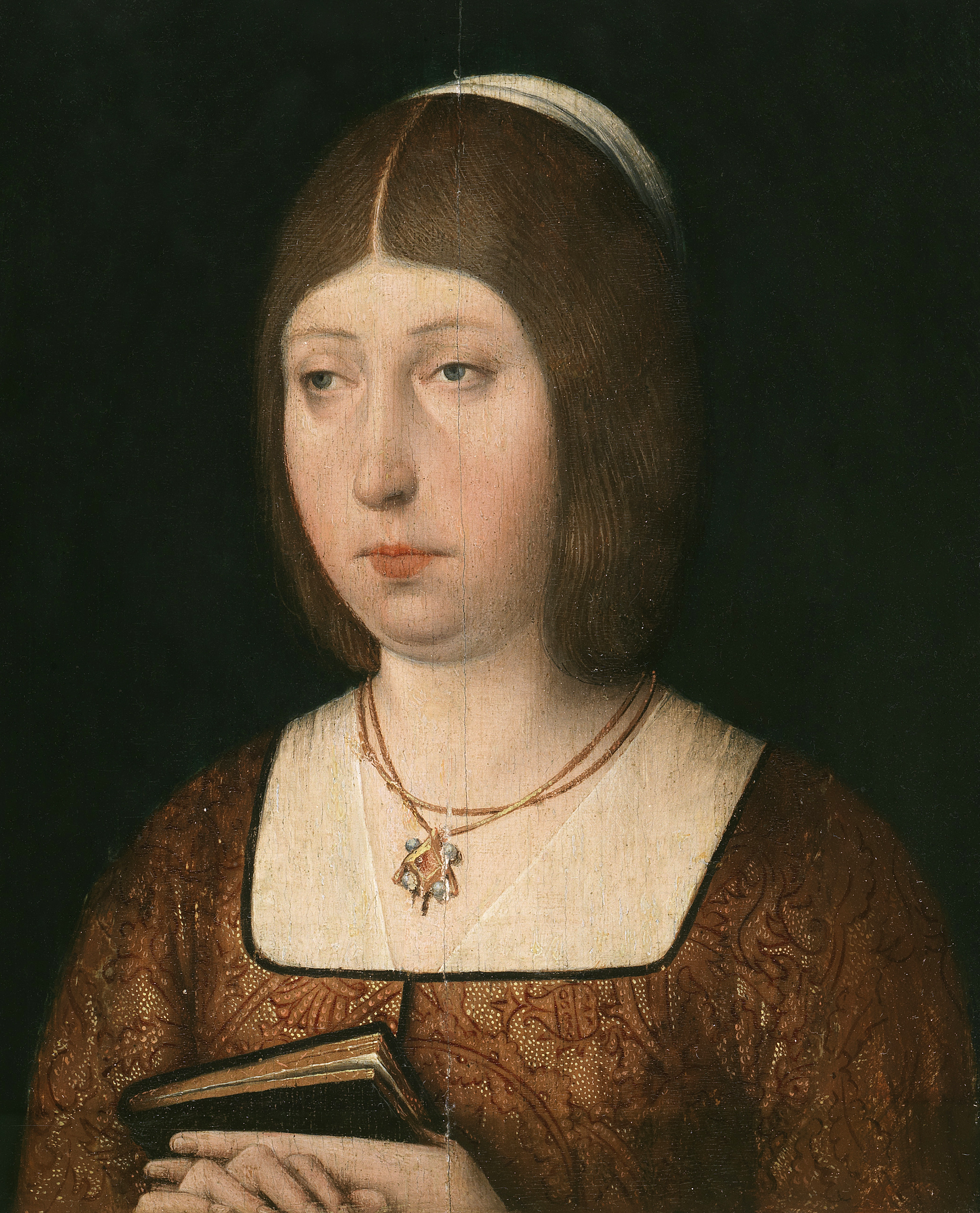
Koningin Isabella van Castilië

Columbus had voor zijn expeditie de steun van een staat nodig, al was het alleen maar om eventuele ontdekkingen te beschermen. Hij had zelf geen financiële middelen van betekenis. In 1484 benaderde hij de Portugese koning Johan II voor een westwaartse tocht, maar zijn verzoek werd afgewezen. De door de koning benoemde adviescommissie twijfelde vooral aan de door Columbus ingeschatte afstand tot Cipangu. Wellicht waren ook Columbus' wensen ten aanzien van de beloning een probleem. In 1487 steunde Johan II namelijk wel een vergelijkbaar project van de Vlaming Ferdinand van Olmen. Deze vertrok vanaf de Azoren in westelijke richting - er werd nooit meer iets van hem vernomen.
Nadat hij in Portugal bot had gevangen, zocht Columbus zijn heil in Spanje. Hij had geen gelukkige timing. Het katholieke koningspaar, Isabella van Castilië en Ferdinand van Aragon, had zijn handen vol met de oorlog tegen Granada. De uiteindelijke verovering van Granada in 1492 betekende de afronding van de Reconquista van het Iberisch schiereiland. Spanje richtte zich daarnaast ook op overzeese expansie: tussen 1478 en 1496 veroverden de Spanjaarden Gran Canaria, La Palma en Tenerife op de Canarische Eilanden. Voor Columbus vormden deze eilanden, vanwege hun ligging in het gebied van de noordoostpassaat, een ideaal vertrekpunt voor zijn tocht over de Atlantische Oceaan.
Kardinaal Mendoza had belangstelling voor de plannen van Columbus en introduceerde hem aan het Spaanse hof. Na een jaar wachten kreeg Columbus in mei 1486 een audiëntie bij Ferdinand en Isabella in Córdoba. Columbus maakte een goede indruk, maar ook zij verwezen zijn voorstel naar een adviescommissie onder leiding van Isabella's biechtvader Hernando de Talavera. Opvallend genoeg schroomde Columbus niet om direct forse persoonlijke eisen op tafel te leggen: bij een succesvolle expeditie wenste hij de titels Admiraal van de Oceaanzee en onderkoning. Hij wenste ook erfelijke gouverneur van de ontdekte gebieden te worden met aanspraak op een deel van de inkomsten.
De onderhandelingen aan het Spaanse hof sleepten zich jarenlang voort. Columbus kreeg wel een toelage in afwachting van de uitspraak. Ondertussen knoopte Columbus een relatie aan met de boerendochter Beatriz Enríquez de Arana. Hij trouwde nooit met haar, omdat haar lage sociale status niet paste bij zijn persoonlijke ambities, maar in november 1488 kregen ze wel een zoon, Ferdinand. Deze zou later een biografie over zijn vader schrijven. Zijn oudste zoon Diego bracht hij onder in het klooster van La Rabida bij Palos.
In augustus 1487 kwam de adviescommissie van de Talavera tot een uitspraak. Columbus' voorstel werd verworpen, maar men hield de deur wel op een kier: na afloop van de oorlog tegen Granada kon het plan opnieuw overwogen worden. Columbus probeerde het in 1488 nogmaals bij de Portugese koning Johan II. In december 1488 was hij getuige van de terugkeer van Bartolomeu Dias na diens succesvolle ronding van Kaap de Goede Hoop. Dit bood de Portugezen nieuw perspectief om India via Afrika te bereiken. Voor de plannen van Columbus had men geen interesse meer. Columbus' broer Bartolomeo polste in 1489 en 1490 vergeefs het Franse en Engelse hof.
Nadat de graaf van Medina Celi had aangeboden om Columbus' expeditie te financieren, werd diens voorstel in de tweede helft van 1491 opnieuw behandeld aan het Spaanse hof. Dit gebeurde in het koninklijke kamp bij de belegering van Granada, waar Ferdinand en Isabella op 2 januari 1492 een triomfantelijke intocht hielden. Columbus was al teleurgesteld vertrokken nadat zijn voorstel weer was afgewezen. Isabella besloot een dag later de gok toch te nemen. Columbus werd door een koninklijke koerier teruggehaald. Volgens het op 17 april 1492 ondertekende akkoord, de Capitulaties van Santa Fe, zou Columbus, in geval van welslagen, inderdaad de gevraagde titels en functies verwerven. Hij zou gouverneur worden van de ontdekte gebieden en een tiende van alle inkomsten mogen behouden. Opvallend genoeg bleef het reisdoel vaag: eilanden en vastelanden.

## De vier ontdekkingsreizen

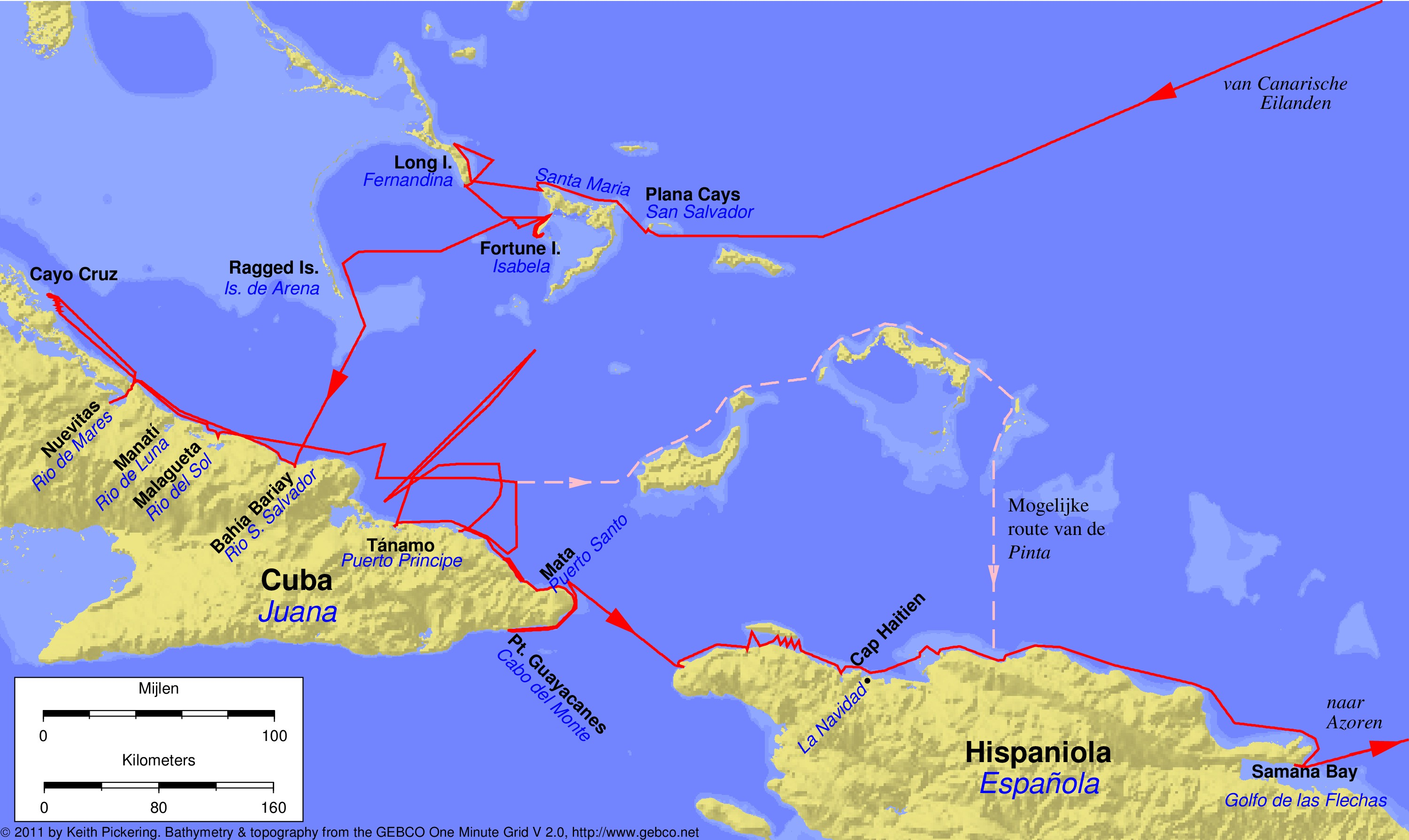
Eerste reis

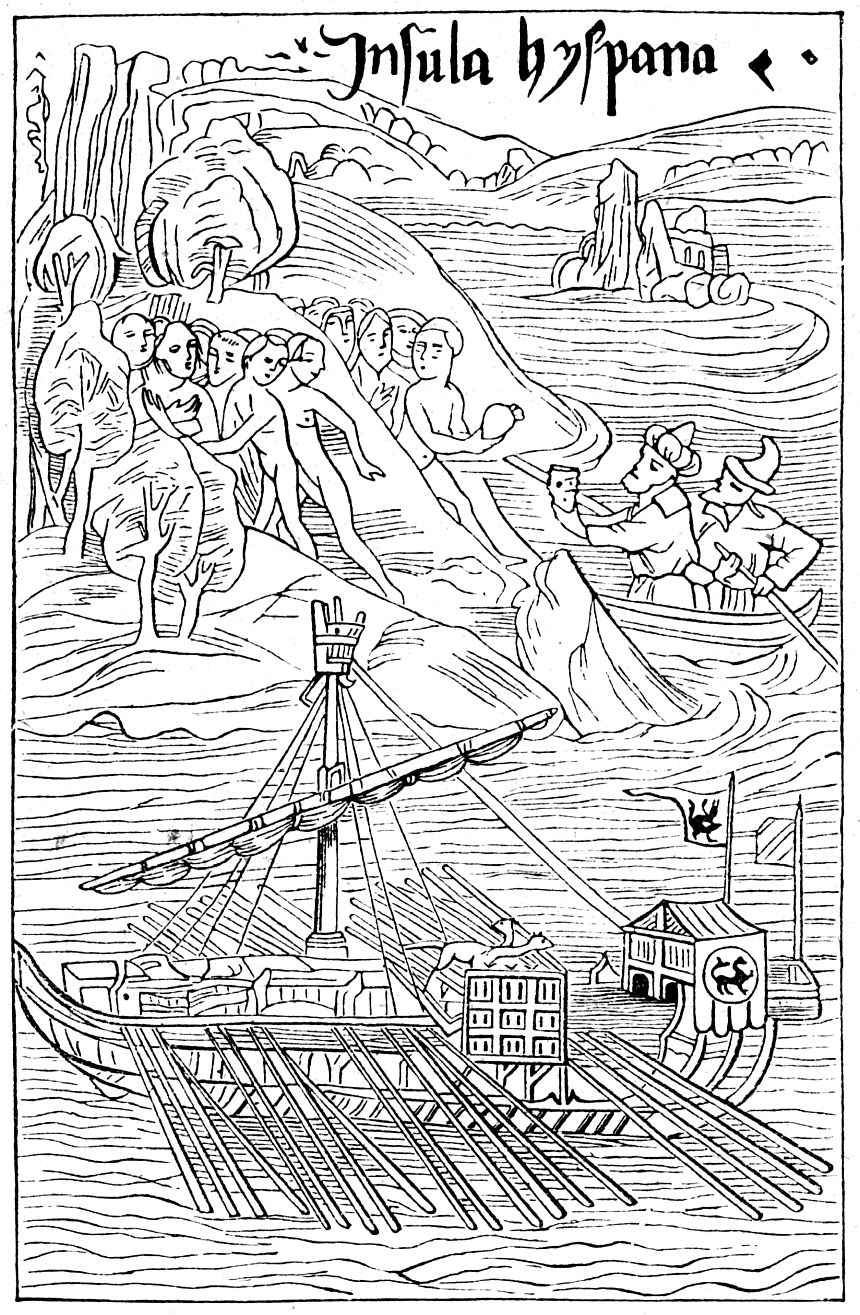
Columbus landt op Guanahaní, afbeelding uit 1493

### Eerste reis (1492–1493)
De uitrusting van de expeditie vond plaats in het havenplaatsje Palos, nabij Huelva. Columbus had daar goede contacten en de inwoners van Palos hadden nog een verplichting aan de Spaanse kroon om een jaar lang twee schepen te leveren. Columbus' vlaggenschip was de kraak Santa María, eigendom van Juan de la Cosa. De broers Martín Alonso Pinzón en Vicente Yáñez Pinzón voerden het commando over de kleinere karvelen Pinta en Niña. Martín Alonso Pinzón ronselde het grootste deel van de negentig bemanningsleden. Hij was daardoor in een sterke positie om het leiderschap van de buitenstaander Columbus te betwisten.
De historica Alice Bach Gould (1868-1953) slaagde er in om 87 van de 90 bemanningsleden te identificeren. Onder deze bemanningsleden waren converso's (bekeerde joden) :
- Rodrigo Sánchez, de superintendant
- Dr. Marco, de chirurg
- Mesta Bernal, de arts
- Luis de Torres, de tolk (zou later in Cuba blijven en terugkeren tot het jodendom)
- Rodrigo de Triana, matroos die als eerste land zou gezien hebben

Op 3 augustus 1492 vertrokken de drie schepen naar de Canarische Eilanden. Columbus verbleef hier nog enkele weken om extra proviand in te slaan en herstelwerkzaamheden aan de schepen uit te voeren. De vloot begon op 6 september vanuit La Gomera aan de oversteek van de Atlantische Oceaan. Met de constante noordoostpassaat in de rug verliep de tocht voorspoedig.
Het originele logboek van Columbus' eerste reis is verloren gegaan. De inhoud ervan is echter grotendeels bekend via een door Bartolomé de las Casas geredigeerde versie. Columbus informeerde zijn bemanning bewust verkeerd over de afgelegde afstanden, om hen de indruk te geven dichter bij huis te zijn dan in werkelijkheid. Verontrustend was ook dat de kompasnaald na verloop van tijd niet meer naar het ware noorden wees: Columbus werd als eerste zeevaarder met magnetische variatie geconfronteerd, maar kon dit verschijnsel uiteraard niet verklaren. De bemanning begon te morren toen er na enkele weken nog geen zicht op land was. Op 5 oktober hadden Columbus en Martín Alonso Pinzón een conflict over de koers. Pinzón wilde in zuidwestelijke richting naar het vermeende Cipangu, terwijl Columbus westwaarts naar China wilde doorzetten.
Op 12 oktober 1492 kwam er inderdaad land in zicht. De matroos Rodrigo de Triana riep als eerste ¡Tierra, tierra!, maar Columbus beweerde de avond ervoor al een licht te hebben gezien. Hij streek de eer plus het door Isabella beloofde jaargeld van 10.000 maravedí's op. De reactie van de matroos is niet vermeld in het reisverslag. 6000 kilometer ten westen van de Canarische eilanden was Columbus op een van de eilanden van de Bahama's gestuit. Hij doopte het eiland San Salvador; de lokale Taíno noemden het Guanahaní. De Taíno overlaadden Columbus en zijn mannen met geschenken en andere eerbewijzen.
Columbus dacht dat hij Indië bereikt had en noemde de inwoners daarom Indianen. Maar hij trof geen spoor aan van de machtige en rijke beschavingen die Marco Polo had beschreven. De Taíno liepen naakt, leefden nog in het stenen tijdperk en hadden geen duidelijke staatsstructuur of religie. Ze deden Columbus nog het meest denken aan de oorspronkelijke bewoners van de Canarische eilanden. Columbus schreef aan de koning en koningin van Spanje: “Zo volgzaam, zo vredelievend zijn deze mensen, dat ik Uwe majesteit durf te zweren, dat er op aarde geen beter volk bestaat. Ze hebben hun naasten lief als zichzelf en in de omgang zijn zij altijd vriendelijk en minzaam. En hoewel het waar is, dat zij naakt zijn, hun manieren zijn fatsoenlijk en lofwaardig.” Hoewel Columbus in zijn reisverslag en brieven de natuurlijke goedheid van de Taíno prees, zag hij tegelijkertijd goede kansen hen militair te onderwerpen en tot het katholicisme te bekeren. Columbus was er 'als rechtgeaarde Europeaan' van overtuigd, dat de Taíno 'noodzakelijke arbeid' moesten verrichten en 'onze levenswijze' moesten aannemen. Columbus zou later tien van zijn beminnelijke gastheren gevangen nemen en op transport naar Spanje zetten om de blanke manieren te leren. De Taíno zouden zich niet tegen de bekering verzetten, maar wel tegen de plundering en het platbranden van hun dorpen. De Spanjaarden namen honderden mannen, vrouwen en kinderen gevangen en verkochten hen als slaven in Europa. Verzet werd met geweren en sabels onderdrukt en hele stammen werden vernietigd, 'honderdduizenden mensen binnen de tien jaar, nadat Columbus voet aan land had gezet, op 12 oktober 1492.' Op deze eerste reis bleven de betrekkingen echter doorgaans vreedzaam.
Op 28 oktober stuitte Columbus op Cuba, dat hij voor Cipangu aanzag. Hij gaf enkele verkenners opdracht het binnenland te verkennen, maar zij vonden geen beschaafde streken of lucratieve handelsmogelijkheden. Wel maakten de Spanjaarden kennis met allerlei exotische flora en fauna, zoals tabak, katoen en papegaaien. De begeerde specerijen zaten er echter niet tussen. Na ruim een maand vertrok Columbus vanuit Cuba in oostelijke richting. Martín Alonso Pinzón ging er bij die gelegenheid met de Pinta vandoor, zonder Columbus' toestemming, op zoek naar het goudeiland Baneque (waarschijnlijk Gran Inagua). Columbus ontdekte zelf een nieuw groot eiland dat hij La Isla Española (Hispaniola) doopte. Hier trof hij niet alleen een grotere bevolking aan, maar voor het eerst ook kleine hoeveelheden goud.
Met kerstmis liep de Santa María aan de grond. De lokale hoofdman, cacique Guacanagarí, gaf Columbus toestemming om van de wrakstukken een versterking te bouwen. Hij bemande het fort La Navidad met 39 manschappen, aangezien hij niet iedereen kon meenemen op de Niña. De Pinta van Martín Alonso Pinzón voegde zich op 6 januari weer bij hem. Met aan boord ook een tiental gevangengenomen Indianen, vertrokken de twee karvelen op 15 januari in noordelijke richting. Na enkele dagen vond Columbus de gewenste westenwinden.
Op 14 februari kwamen de schepen in een zware storm terecht. Columbus vreesde het niet te overleven. Hij onderging een intense religieuze ervaring, waarbij hij een 'hemelse stem' hoorde. Dit verschijnsel zou zich bij latere crises in zijn leven herhalen. Via de Azoren bereikte Columbus op 4 maart 1493 Lissabon. Zijn rivaal Martín Alonso Pinzón arriveerde afzonderlijk in Palos, maar stierf enkele dagen na aankomst. Columbus kon in april in Barcelona een triomfantelijk verslag van zijn ontdekkingen aan Ferdinand en Isabella uitbrengen. Hij schetste een rooskleurig beeld van de rijkdommen van de eilanden en het gemak waarmee deze onderworpen konden worden. Het koningspaar was niet geheel overtuigd dat Columbus inderdaad Azië had bereikt, maar bevestigde hem wel in de beloofde titels en functies. Het Spaanse hof ondernam onmiddellijk diplomatieke initiatieven om Columbus' ontdekkingen voor Spanje te behouden, hetgeen resulteerde in het Verdrag van Tordesillas van 1494. Daarbij werd de niet-Europese wereld verdeeld in een Portugese en een Spaanse invloedssfeer. De demarcatielijn lag in de Atlantische Oceaan, ongeveer halverwege de meest westelijke Portugese bezittingen en de ontdekkingen van Columbus.

### Tweede reis (1493–1496)

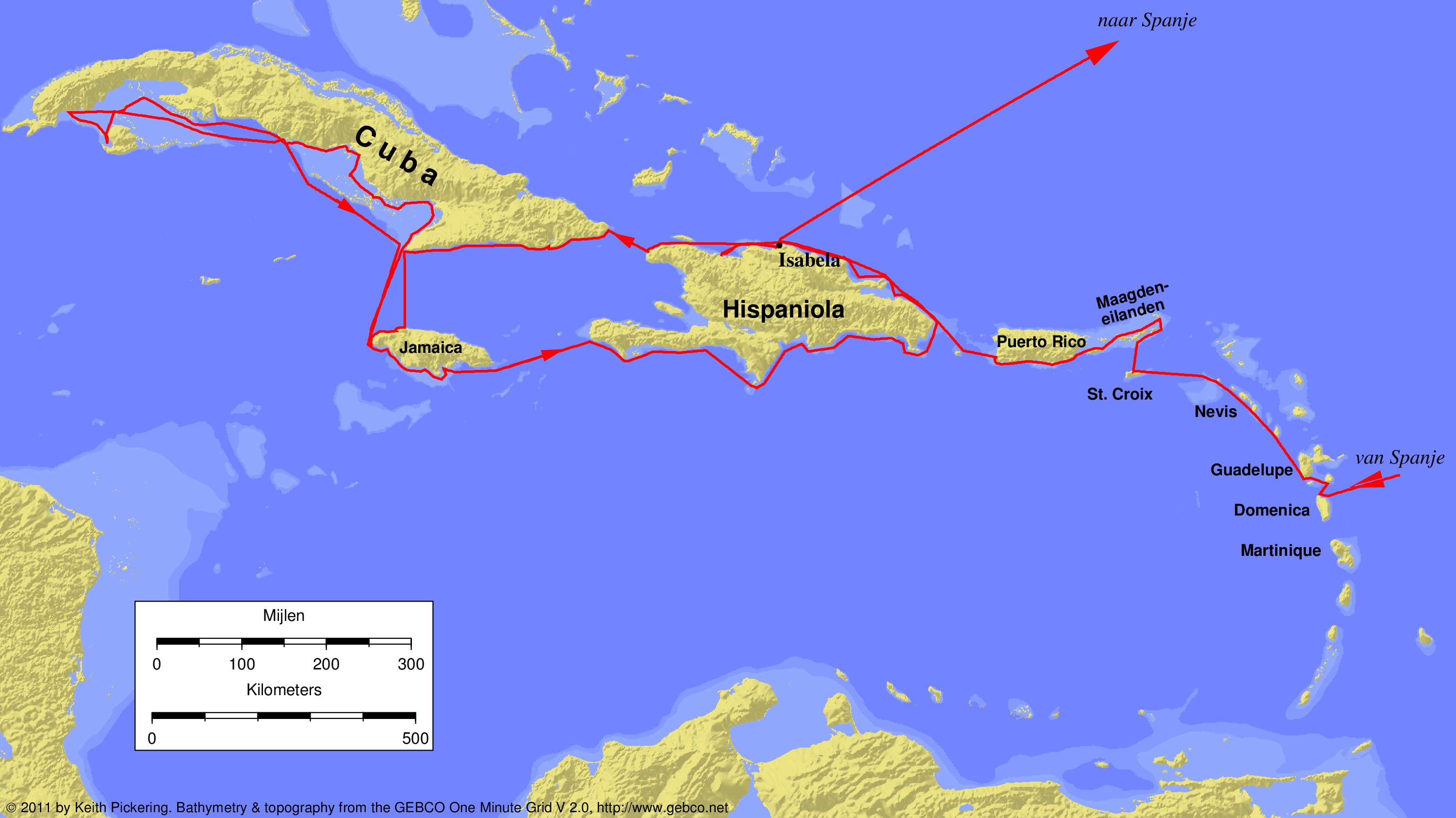
Tweede reis

Het Spaanse koningspaar gaf Columbus opdracht om zijn ontdekkingen ook daadwerkelijk voor Spanje in bezit te nemen. Hij kreeg het bevel over zeventien schepen en 1500 manschappen. De vloot vertrok op 25 september 1493 uit de haven van Cádiz. Zelf voerde Columbus het bevel over de vertrouwde Niña. Hij vertoonde opnieuw een knap staaltje zeemanschap door de grote vloot bijeen te houden en na een overtocht van drie weken vanaf de Canarische eilanden te landen op Dominica, een van de Kleine Antillen ten oosten van Hispaniola. Met zijn astronomische berekeningen van de positie sloeg Columbus de plank meestal faliekant mis, maar hij had wel een zeldzaam talent om terug te keren naar eerder bezochte plaatsen. Deze in vergelijking met de eerste reis zuidelijkere koers werd de vaste zeilroute naar het Caraïbisch gebied in het koloniale tijdperk.
De archipel werd bewoond door de krijgshaftige Cariben. Deze Indianen drongen de Taíno steeds verder terug in het Caraïbisch gebied. De Spanjaarden troffen op Guadeloupe ook sporen van kannibalisme aan in de vorm van afgekloven menselijke beenderen. Op 14 november 1493 gingen de schepen voor anker in Salt River Bay op het eiland Saint Croix. Op de terugreis werden ze aangevallen door Cariben. Tijdens het gevecht kwam één Carib en één Spanjaard om het leven. Via Puerto Rico zeilde de Spaanse vloot verder westwaarts naar Hispaniola. Op 28 november kwamen de schepen aan bij La Navidad. Het fort was echter afgebrand en alle achtergebleven Spanjaarden waren gedood, volgens de cacique Guacanagarí door een andere hoofdman, Caonabó.
Columbus stichtte op 2 januari 1494 een nieuwe kolonie aan de noordkust: La Isabela. Hij verkende in maart het binnenland op zoek naar goud, maar vond slechts geringe hoeveelheden, en liet in de Cibao-vallei een klein fort bouwen met de naam Santo Tomás. Hij vertrok daarna op 24 april met drie karvelen naar het westen, op zoek naar China. Hij verkende een groot deel van de zuidkust van Cuba, maar deze tocht verliep uiterst moeizaam door de gevaarlijke koraalriffen en ondiepten. Na weken van zenuwslopende navigatie besloot Columbus terug te keren. Maar eerst dwong hij alle bemanningsleden een verklaring te ondertekenen waarin ze bevestigden dat Cuba inderdaad een deel van het vasteland van Azië was en dat ze bij verder varen China zouden hebben bereikt. Deze verklaring was van groot belang voor Columbus, omdat zijn verworven status aan het Spaanse hof afhankelijk was van de resultaten van zijn ontdekkingsreizen. Op de terugweg rondde Columbus Jamaica.
Columbus keerde op 29 september terug in La Isabela. De kolonie verkeerde in chaos. Gebrek aan voedsel, het ongezonde klimaat en een onbekende ziekte, syfilis, hadden de Spaanse kolonisten ernstig verzwakt. De Europese gewassen gaven een slechte oogst. De betrekkingen met de Taíno waren door de Spaanse goudkoorts en wreedheden openlijk vijandig geworden. Caonabó leidde een coalitie van caciques in deze gevechten. Columbus had veel gezag verloren bij de kolonisten door in deze penibele situatie op ontdekkingsreis te gaan. De beloofde gouden bergen bleken een illusie en de Indianen niet zo volgzaam als voorgespiegeld.
Columbus wilde zijn critici de wind uit de zeilen nemen door de strijd tegen de Taíno krachtig ter hand te nemen. Hij ondernam een strafexpeditie naar het binnenland, waar hij in maart 1495 het fort Concepción de La Vega bouwde. Deze plaats groeide uit tot een bedevaartsoord vanwege de vermeende goddelijke hulp bij de overwinning op de Taíno (zie Santo Cerro, de 'heilige heuvel'). Zijn adjudant Alonso de Ojeda wist Caonabó in de val te lokken. De campagne werd over het gehele eiland gevoerd en draaide uit op een slachting onder de indianen. De ene bron sprak over talloze doden, een andere over 50.000 doden en Bartolomé de las Casas beweerde zelfs dat twee derde van de inheemse bevolking omkwam. Bij gebrek aan goud zocht Columbus andere inkomstenbronnen voor zijn kolonie. In februari 1495 zond hij 550 Indiaanse slaven naar Spanje. 200 indianen overleefden de oversteek niet. Van de rest was de helft ziek bij aankomst in Cádiz. Deze actie was echter tegen de instructies van Isabella, die de inheemse bevolking wilde bekeren. De overlevende Indianen werden op last van de koningin vrijgelaten en teruggezonden naar Hispaniola.
Naar aanleiding van klachten van de kolonisten arriveerde in oktober 1495 een koninklijke inspecteur, Juan Aguado, in Hispaniola. Columbus was gedwongen om zijn zaak aan het Spaanse hof te bepleiten. Hij droeg het bestuur over aan zijn broer Bartolomeo en vertrok in maart 1496 met de Niña naar Spanje. Zijn beleid werd niet veroordeeld, maar het duurde wel twee jaar voordat hij toestemming kreeg naar de kolonie terug te keren. In de tussentijd stortte hij zich weer op de boeken, om aan te tonen dat zijn veronderstellingen over de korte weg naar Azië inderdaad klopten.

### Derde reis (1498–1500)

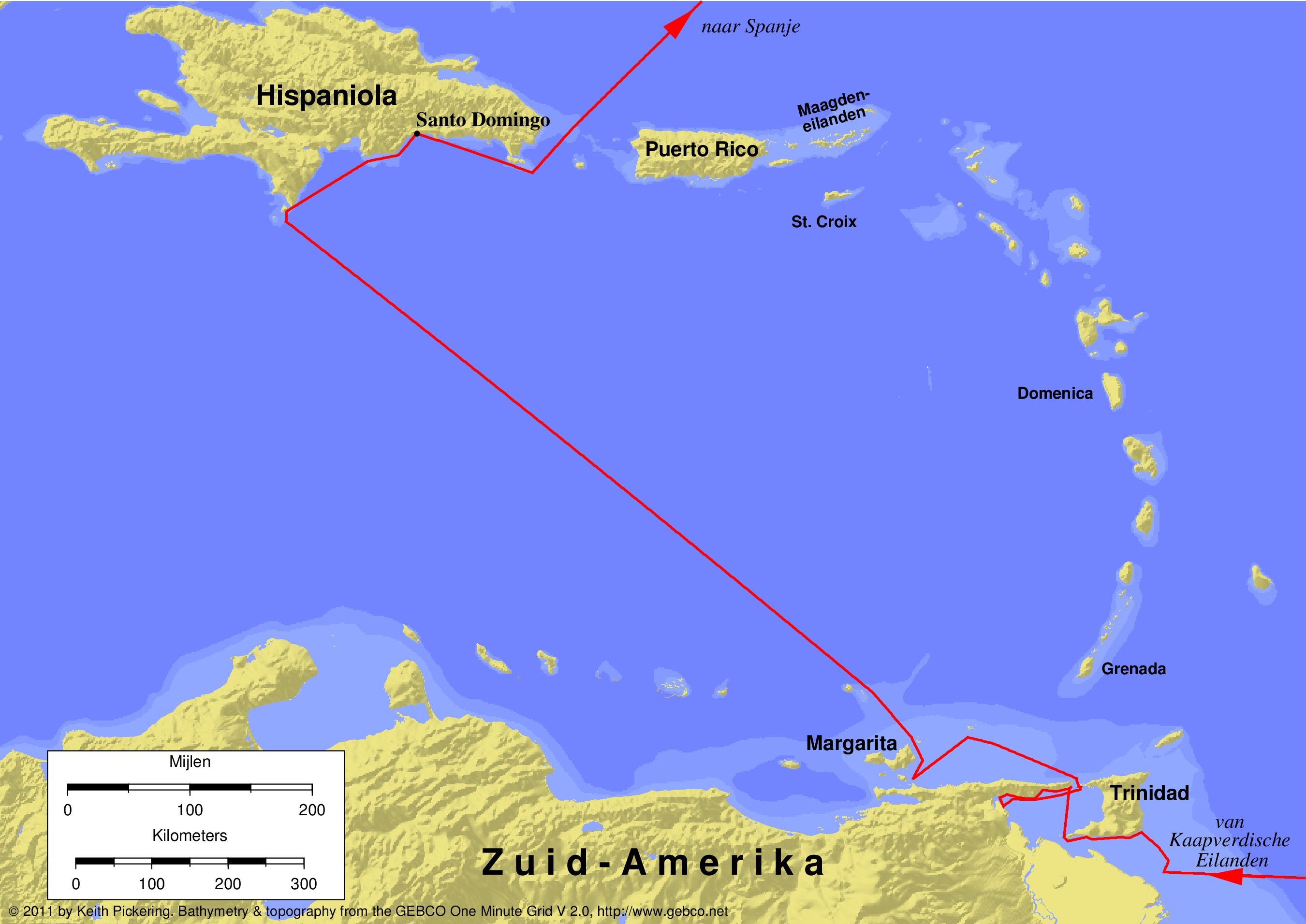
Derde reis

Op 30 mei 1498 vertrok Columbus voor zijn derde oversteek uit Sanlúcar de Barrameda. Hij koos dit keer voor een nog zuidelijkere koers, via de Kaapverdische eilanden, dan bij zijn tweede reis. Op 31 juli kreeg hij weer land in zicht bij Trinidad. Ten westen van dit eiland mondde de rivier de Orinoco (in het huidige Venezuela) uit in de Golf van Paria. Geen enkele Europese rivier kwam ook maar in de buurt van het volume van deze enorme watermassa. Op zeker moment vreesde Columbus zelfs dat een vloedgolf uit de rivier zijn schip zou doen kapseizen. Hij trok de juiste conclusie:

Ik geloof dat dit land waarvan Uwe Hoogheid heeft bevolen dat het ontsluierd moet worden, heel groot moet zijn en dat er nog veel meer van deze landen in het zuiden moeten liggen waarvan nooit eerder iets bekend is geweest.

Zijn ontdekking van het Zuid-Amerikaanse vasteland bracht Columbus er niet toe zijn opvatting, dat hij in de buurt van Azië was, los te laten. In plaats daarvan bedacht hij een nieuwe theorie over de vorm van de aarde. Deze was niet geheel rond, maar had de vorm van een peer. Het net ontdekte land lag aan de kant van het steeltje. En de machtige rivier met zijn vier mondingen was afkomstig uit het Aards Paradijs. Later nam Columbus zijn stelling dat hij een onbekend continent had ontdekt terug. Dit gaf de Florentijn Amerigo Vespucci de kans om zijn tijdgenoten te overtuigen, dat dit wel degelijk een Nieuwe Wereld was. Door zijn gepubliceerde brieven kwam diens voornaam in 1507 op de wereldkaart van de Duitse cartograaf Martin Waldseemüller te staan als aanduiding voor dit vierde deel van de wereld. De naam Amerika bleef daarna de gangbare term.
Na vastgesteld te hebben dat de kust een veelbelovende hoeveelheid parels bezat, zeilde Columbus verder naar Hispaniola. Daar had zijn broer Bartolomeo in 1496 de stad La Nueva Isabela gesticht, in 1502 na een verwoestende orkaan herbouwd als Santo Domingo. De situatie was opnieuw uit de hand gelopen. Een deel van de kolonisten rebelleerde onder leiding van Francisco Roldán tegen het bewind van de Genuezen. Ondanks verregaande concessies aan Roldán slaagde Columbus er niet in zijn gezag over het eiland geheel te herstellen. Hij had daarnaast nog te maken met de voortdurende vijandelijkheden met de Taíno. Het zou nog jaren duren voordat de inheemse bevolking voorgoed was onderworpen. Dit ging gepaard met een catastrofale ontvolking als gevolg van het geweld, de dwangarbeid en de besmettelijke ziektes uit Europa.
Columbus' monopolie op de scheepvaart naar de Nieuwe Wereld kwam ten einde doordat het Spaanse hof na 1499 metgezellen van de eerste reizen, zoals Alonso de Ojeda, Vicente Yáñez Pinzón en Rodrigo de Bastidas, vrijbrieven gaf om zelfstandig het gebied te verkennen. Zij brachten in hoog tempo de noordkust van Zuid-Amerika in kaart, op zoek naar parels. Ook andere landen zaten niet stil: de Portugese admiraal Pedro Álvares Cabral ontdekte Brazilië en namens Engeland verkende John Cabot Noord-Amerika.
Het bewind van Columbus over Hispaniola zelf eindigde in 1500. Het Spaanse koningspaar verloor het geduld met hem door de voortdurende onrust, klachten over wanbestuur en het uitblijven van winstgevende activiteiten. Het doorgaan met de handel in Indiaanse slaven, ondanks herhaalde vermaningen door het hof en protesten van de rooms-katholieke geestelijken, werd hem zwaar aangerekend. Een gevolmachtigde edelman, Francisco de Bobadilla, arriveerde in augustus 1500. Juist op dat moment was een nieuwe rebellie gaande, waarbij Columbus enkele Spanjaarden zonder vorm van proces ophing. Bobadilla zette de gebroeders Columbus gevangen en zond hen twee maanden later geketend terug naar Spanje, waar ze op 20 november 1500 aankwamen.
Columbus' mislukking als bestuurder was ook duidelijk voor hemzelf. In zijn brieven omschreef hij zich als een soldaat en een man van God, die afstand nam van wereldse zaken. Op 16 december 1500 maakte hij een dramatische entree bij Isabella en Ferdinand. Hij was gekleed in een franciscaner pij en droeg met opzet nog steeds zijn ketenen. Het koningspaar toonde zich clement: hij behield zijn titels en zijn aanspraken op een deel van de inkomsten van Hispaniola, maar verloor wel de zeggenschap over het eiland.

### Vierde reis (1502–1504)

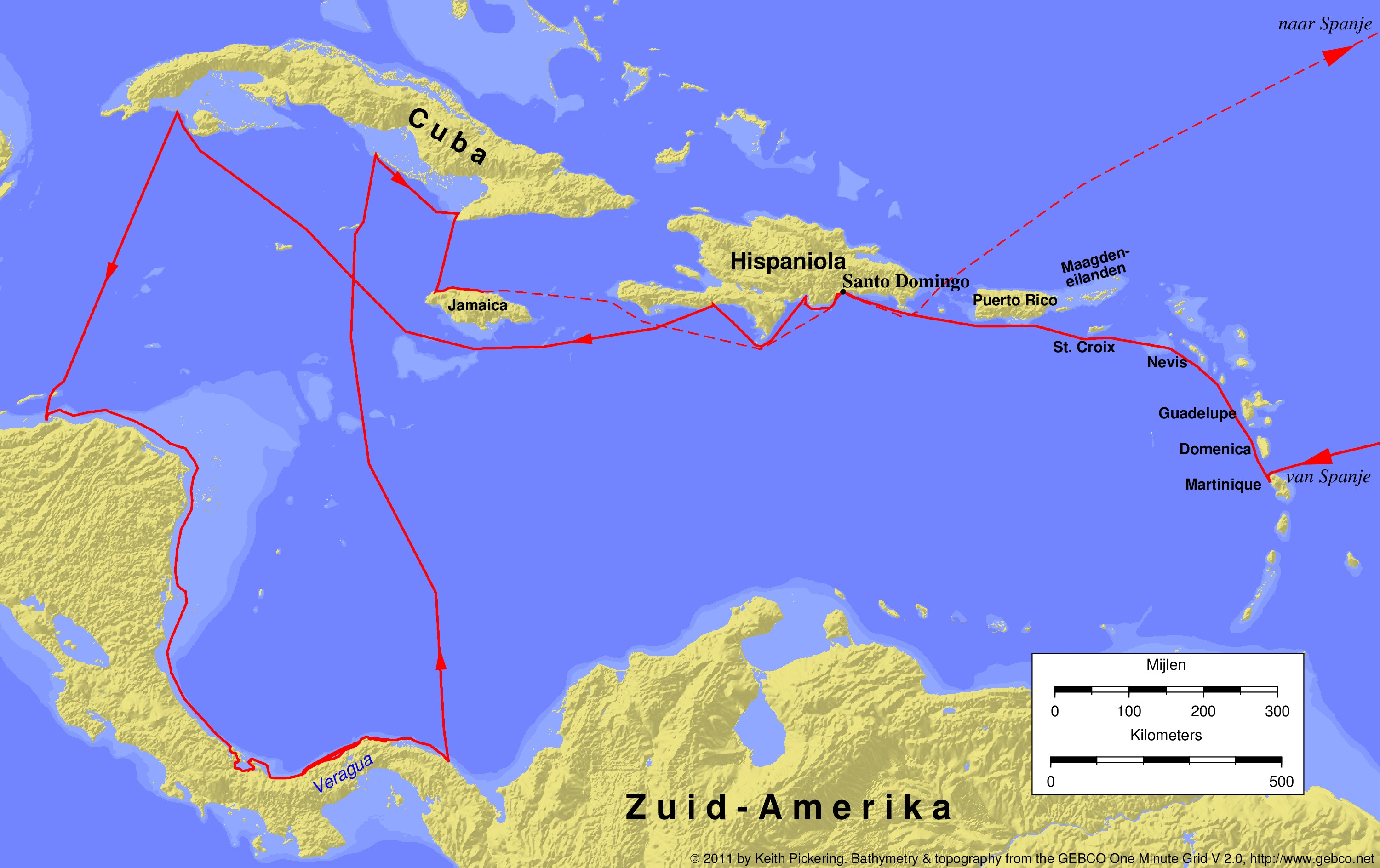
Vierde reis

Na dit beperkte eerherstel bestookte Columbus het Spaanse hof met het ene wilde plan na het andere. Vooral de verovering van Jeruzalem stond hoog op zijn agenda. Dit zou deel uitmaken van een goddelijk plan, waarin ook Columbus als afgezant van God een sleutelrol vervulde. Zijn andere obsessie was het napluizen van religieuze en antieke teksten op voorspellingen over zijn verrichtingen. Het koningspaar negeerde al zijn petities, maar zijn kwaliteiten als ontdekkingsreiziger werden nog steeds hoog aangeslagen. Nadat de nieuwe gouverneur van Hispaniola, Nicolás de Ovando, in februari 1502 met dertig schepen de oceaan was overgestoken, kreeg ook Columbus een nieuwe kans. In mei mocht hij met vier karvelen vertrekken op een nieuwe expeditie, op voorwaarde dat hij Hispaniola zou mijden. Behalve zijn broer Bartolomeo vergezelde ook zijn dertienjarige zoon Ferdinand hem op deze laatste tocht.
Na een vlotte oversteek koerste Columbus toch naar Santo Domingo, waar De Ovando hem de toegang tot de haven ontzegde. De Ovando negeerde Columbus' waarschuwing voor een naderende orkaan. Terwijl Columbus zich schuilhield in een naburige baai, vertrok de rijkbeladen retourvloot naar Spanje. Negentien schepen met vijfhonderd opvarenden, onder wie Bobadilla en Roldán, vergingen op 1 juli in de storm. Ironisch genoeg vervoerde het enige behouden schip Columbus' aandeel van de inkomsten van de kolonie. Santo Domingo werd praktisch met de grond gelijk gemaakt. De vier karvelen van Columbus konden echter het vege lijf redden.
Columbus stak in westwaartse richting de Caraïbische Zee over totdat hij een maand later aankwam bij de Islas de la Bahía voor de kust van Honduras. De overtocht was een riskante aangelegenheid vanwege de vele koraalriffen, grillige stromingen en het stormachtige weer. De inheemse bevolking hier had een duidelijk hoger beschavingspeil dan die op de eilanden. Columbus trof er handelaren die waarschijnlijk Maya's van het schiereiland Yucatán waren.
Hij besloot echter niet verder naar het westen door te zetten, maar de kust in oostelijke richting te volgen, op zoek naar een doorgang. Marco Polo's Gouden Schiereiland (Malakka) zou in de buurt moeten zijn. Het kostte Columbus vier maanden om de 1500 kilometer tot Panama af te leggen langs deze snikhete, door malaria en tropische stortbuien geteisterde kuststrook. In Panama vond hij een goudrijke streek, die hij Veragua doopte. De schepen werden ondertussen aangevreten door paalworm en de meeste opvarenden waren ziek. Ook Columbus werd ziek en lag enige tijd in coma. Opnieuw beleefde hij een mystieke ervaring met de 'hemelse stem'. In zijn verslag schreef Columbus dat de 'hemelse stem' hem onthulde dat zijn ontdekkingen Gods geschenk aan hem persoonlijk waren.
Na vijandelijkheden met de lokale Indianen zette Columbus op 1 mei 1503 koers in de richting van Hispaniola. De schepen strandden echter op Jamaica, te lek om nog verder te varen. Twee bemanningsleden voeren met een kano naar Santo Domingo om hulp te vragen, maar Nicolás de Ovando gaf geen krimp. Een opvallende episode tijdens het verblijf op Jamaica was de truc, waarmee Columbus de Taíno wist over te halen hem van voedsel te blijven voorzien. Hij wist met succes een maansverduistering te voorspellen met behulp van de tabellen van Regiomontanus. In juni 1504 kwam er, na precies een jaar, hulp voor de schipbreukelingen. Op 7 november 1504 zette Columbus in Sanlúcar de Barrameda weer voet op Spaanse bodem.

## Naspel

Wapenschild van Columbus, met bovenin het kasteel van Castilië en de gekroonde leeuw van León en onderin de ontdekte eilanden en vijf ankers

Enkele weken na Columbus' terugkeer in Spanje stierf koningin Isabella, die altijd een zwak voor haar leeftijdgenoot had gehad. De ontberingen van de laatste reis hadden ook de gezondheid van de ontdekkingsreiziger gebroken. Dit weerhield hem er niet van om nieuwe plannen te blijven lanceren en bij het Spaanse hof bittere protesten aan te tekenen over het niet volledig nakomen van de bepalingen van de Capitulaties van Santa Fe. Op 20 mei 1506 stierf Columbus in de Spaanse hoofdstad Valladolid.
Ondanks zijn voortdurende gevoel van miskenning had de weverszoon uit Genua een ongekende loopbaan achter de rug. Hij was de grootste ontdekkingsreiziger van zijn tijd, kind aan huis aan de koninklijke hoven van Spanje en Portugal en had naast een aanzienlijk vermogen de erfelijke titels Onderkoning, Gouverneur en Admiraal van de Oceaanzee verworven. Koning Ferdinand arrangeerde voor zijn zoon Diego een prestigieus huwelijk in de familie van de hertog van Alva. In 1508 werd Diego gouverneur van Hispaniola. Diens zoon Luis werd hertog van Veragua, het door zijn grootvader ontdekte gebied op de grens van Panama en Costa Rica.

## Mythes en controverses
Er zijn maar weinig andere personen in de geschiedenis over wie zoveel mythes en controverses bestaan als Columbus.

### Niet de eerste Europeaan

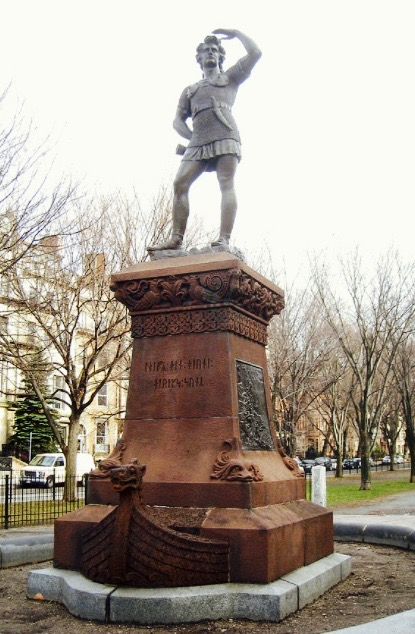
Standbeeld van Leif Eriksson in Boston, Massachusetts

In 985 koloniseerden IJslandse Vikingen onder leiding van Erik de Rode het geografisch bij Noord-Amerika horende eiland Groenland. Ze stichtten er uiteindelijk de zogenaamde Westelijke en Oostelijke Nederzetting. In 986 ontdekte Bjarni Herjólfsson per toeval gebieden ten westen van Groenland, vermoedelijk het Canadese Newfoundland, Labrador en Baffineiland. Hij zette echter nooit voet aan wal.
Rond het jaar 1000, vijf eeuwen voor Columbus, landden Vikingen onder leiding van Leif Eriksson effectief op het continent Amerika. Ze noemden de door hen ontdekte gebieden Helluland (vermoedelijk Baffineiland), Markland (vermoedelijk Labrador, eventueel inclusief Newfoundland) en Vinland (mogelijk Newfoundland of de regio Nova Scotia-New Brunswick-Maine). In 1960 ontaarden archeologische opgravingen bij L'Anse aux Meadows, op de noordelijke tip van Newfoundland, een Vikingnederzetting waardoor de historische basis van de saga's onbetwist bewezen werd. De saga's spreken daarenboven ook over andere nederzettingen waar archeologen in de 21e eeuw nog naar op zoek zijn.
De Vikingen wisten zich echter niet blijvend te vestigen in de Nieuwe Wereld en verlieten hun nederzetting relatief snel, zeer waarschijnlijk binnen de eeuw, en mogelijks mede onder druk van de plaatselijke skrælingar. Anders dan Columbus' Spanjaarden hadden de Vikingen geen militair overwicht op de oorspronkelijke bewoners van Amerika. Echter bleven Groenlanders nog tot midden de 14e eeuw expedities ondernemen om hout, dat in Groenland schaars was, te bekomen vanuit Markland. Toen rond 1400 Groenland door de Vikingen werd verlaten, raakte de kennis in Europa over deze gebieden in vergetelheid. Pas in de 19e eeuw werd Leif Eriksson voor het eerst op het schild gehesen als de 'eigenlijke' ontdekker van Amerika.

### Held of schurk

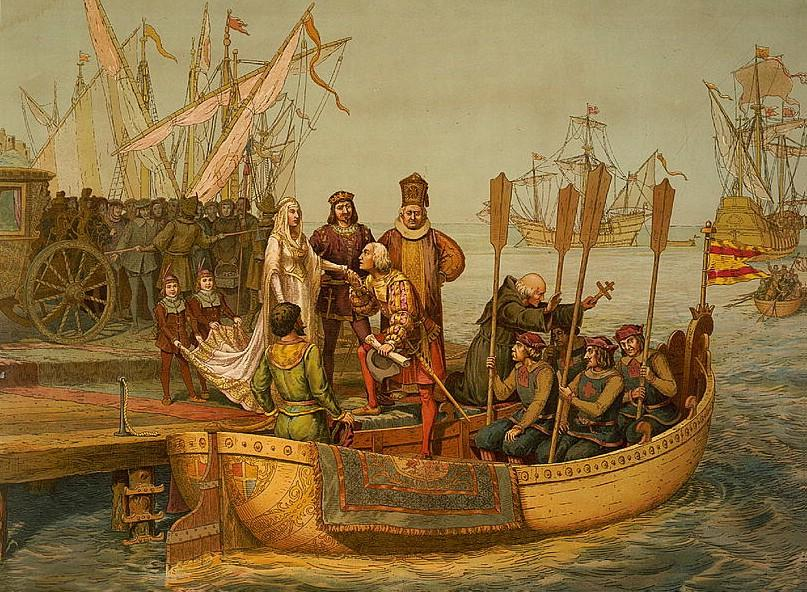
Vertrek van Columbus naar de Nieuwe Wereld, 3 augustus 1492

Vaak wordt vanuit bepaalde geschiedkundige perspectieven - met name Amerikaanse en Italiaanse - Columbus als held aangeschreven. Mensen die Columbus als held beschouwen, bewonderen zijn durf. Veel Amerikanen zien hem als voorganger van de American Dream omdat hij ondanks zijn afkomst veel heeft bereikt. Verder waarderen veel katholieken het feit dat hij het katholicisme naar Amerika bracht. In veel Amerikaanse landen wordt dan ook jaarlijks op 12 oktober Columbusdag gevierd.
Anderen, zoals bijvoorbeeld te lezen in A People's History van Howard Zinn, zijn kritisch over Columbus en beschrijven hem als een roofzuchtige conquistador. Zij zien hem als verantwoordelijk voor de genocide op de oorspronkelijke bevolking van Amerika en als aanzetter van de slavenhandel.
Deze discussie tussen de witte legende en de zwarte legende is haast zo oud als de ontdekking van Amerika zelf. De aanzet werd in 1552 gegeven door de katholieke priester Bartolomé de las Casas met de publicatie van het Zeer kort relaas van de vernietiging van de Indiën, een vlammend protest tegen de behandeling van de indianen.

### De afkomst van Columbus
Er is een ruime mate van bronnenmateriaal dat de Genuese afkomst van Columbus bevestigt. Zelf vermeldde Columbus in geschriften veelvuldig Genua als zijn geboorteplaats, onder andere in zijn testament. In dat testament vermeldde hij uitsluitend Genuezen als zijn vrienden. In een brief uit 1502 aan zijn Genuese bankier schreef hij: hoewel mijn lichaam hier is, is mijn hart constant daar.
Behalve Columbus’ eigen woorden zijn er ook onafhankelijke bronnen. Er is een Genuese notariële akte uit 1496, waarin drie broers Colombo zich verplichten om ieder een derde van de onkosten te betalen, die een van hen zal maken op diens reis naar Spanje om Christoffel Columbus, Admiraal van de Koning van Spanje, te ontmoeten. Verder is er een correspondentie van vier gerelateerde brieven tussen Columbus en Genuese bankiers over Columbus’ erfenis, waarin diens Genuese afkomst wordt genoemd. Daarnaast zijn er nog tal van andere bronnen. Bij gespecialiseerde historici is er dan ook geen twijfel over zijn afkomst, net zomin als onder zijn tijdgenoten.
In de twintigste eeuw begonnen echter tal van alternatieve theorieën te circuleren, die ervan uitgaan dat Columbus om de een of andere reden loog over zijn afkomst. Columbus gaf zelf voeding aan deze speculaties door zijn ouders min of meer dood te zwijgen. Waarschijnlijk geneerde de ambitieuze Admiraal van de Oceaanzee zich voor zijn eenvoudige komaf. Ook schreef hij eenmaal dat hij niet de eerste admiraal in zijn familie was. Zijn grafschrift Non confundar in aeternam wordt door sommigen vertaald als Laat me niet voor eeuwig verward worden en daarmee gezien als een aanwijzing voor een andere afkomst. Het grafschrift komt echter ook overeen met de slotregels van het Te Deum (in eeuwigheid zal ik niet beschaamd worden). Verder schreef Columbus niet in zijn geboortedialect, het Genuees. Dit dialect werd in die tijd zelden schriftelijk gebruikt. Zijn Castiliaans was doorspekt met Portugese en Catalaanse woorden.
De theorie van de Catalaanse afkomst gaat ervan uit, dat hij in 1476 als Catalaans piraat betrokken is geweest bij een zeeslag met de Spaanse vloot. Hij zou gediend hebben onder zijn oom, admiraal Colom, die de Catalaanse opstandelingenvloot leidde. Volgens anderen was Columbus de zoon van een Byzantijnse edelman van het Griekse eiland Chios, dat ten tijde van Columbus' geboorte bij Genua hoorde. 
Weer anderen menen dat hij uit het dorpje Cuba in de Alentejo in Portugal komt, en dat hij het eiland Cuba naar zijn geboorteplaats genoemd heeft. 
De Spaanse historicus Salvador de Madariaga was ervan overtuigd dat Columbus afstamde van conversos (bekeerde joden), maar dat is lang niet zeker.
Verder wordt hij nog aangezien als Galiciër, Fransman, Corsicaan, Armeniër en Georgiër.

### Uiterlijk van Columbus
Uit verschillende beschrijvingen valt op te maken dat Columbus groot van gestalte was en een lang gezicht en een lange (haviks)neus had. Zijn huidskleur was licht, net als zijn ogen. Sommige ooggetuigen omschreven zijn haarkleur als rood of rossig, maar hijzelf en onder andere zijn zoon Ferdinand en Bartolomé de las Casas vermeldden dat hij wit haar had.
Er bestaan echter geen schilderijen van de ontdekker van Amerika die tijdens diens leven vervaardigd zijn. Sebastiano del Piombo's portret uit 1519 wordt vaak gebruikt als afbeelding van Columbus, maar deze Italiaanse schilder heeft Columbus nooit ontmoet. Het is zelfs de vraag of het schilderij wel bedoeld was als portret van de ontdekkingsreiziger, aangezien de naar Columbus verwijzende inscriptie bovenin op een later tijdstip aan het schilderij is toegevoegd.
Op de Virgen de los Navegantes, een altaarstuk in de Alcázar van Sevilla, is het gelaat van Columbus wel afgebeeld door een schilder, Alejo Fernández (1475 - 1545), die zijn onderwerp mogelijk heeft ontmoet. Alejo Fernández woonde tot 1508 in Córdoba, een stad waar Columbus enige tijd verbleef na zijn triomfantelijke terugkeer van de eerste reis.

### Ontdekking van de ronde aarde
Een legende die wijd verspreid is en zelfs in leerboeken terug is te vinden, is dat men in Columbus' tijd nog massaal geloofde in de platte Aarde. Columbus zou vanwege dit geloof grote moeite hebben gehad zijn financiering voor de reis rond te krijgen, daar iedereen de door hem voorgestelde route onmogelijk achtte. Tijdens de eerste reis was Columbus' bemanning volgens de legende voortdurend bang om van de aarde af te vallen, en dreigde dan ook met een muiterij. De matrozen zouden op het punt gestaan hebben Columbus overboord te gooien en rechtsomkeer te maken toen er land in zicht kwam. Pas dankzij Columbus' succesvol voltooide eerste reis zou men tot de conclusie zijn gekomen dat de aarde bol was.
Deze legende stemt echter niet overeen met de werkelijkheid. Zeelieden waren in de tijd van Columbus al goed op de hoogte van het feit dat de Aarde bol is. Veruit de meeste navigatiemethodes die destijds in de zeevaart werden gebruikt hadden de ronde Aarde als uitgangspunt. De legende vindt zijn oorsprong in het boek Leven en Reizen van Christoffel Columbus door Washington Irving, een echte verhalenverteller, dat gepubliceerd werd in 1828. Maar het boek was meer fictie dan een historisch correct verhaal.

### Columbus wist de route
Een regelmatig terugkerende legende is dat Columbus van tevoren van het bestaan van Amerika wist. Sommigen beweren dat Columbus op de Azoren eens een stervende zeeman heeft gesproken, die hem verteld had over een land in het westen. Het verhaal circuleert al sinds de 16e eeuw. Columbus zou het op de eerste reis genoemd hebben tijdens zijn ruzie over de koers met Martín Alonso Pinzón. Columbus heeft in zijn reisverslag ook meerdere malen gerefereerd aan een kaart waarop zijn bestemming was aangegeven. Waarschijnlijk was dit een kaart van de Atlantische Oceaan met gefantaseerde eilanden zoals er meerdere in die tijd circuleerden.
Ook doet de theorie dat Columbus vóór 1492 al eens in Amerika is geweest de ronde, vanwege zijn bewering in 1477 gezeild te hebben naar "Engeland, Thule en nog veel verder". In een van zijn brieven beweerde hij in dat jaar in IJsland te zijn geweest. Het is niet ondenkbaar dat Columbus IJsland inderdaad heeft bezocht; er zijn echter geen aanwijzingen dat hij daar informatie heeft verkregen over de ontdekkingstochten van de Vikingen naar Noord-Amerika.

### Het eerste eiland van de Bahama's

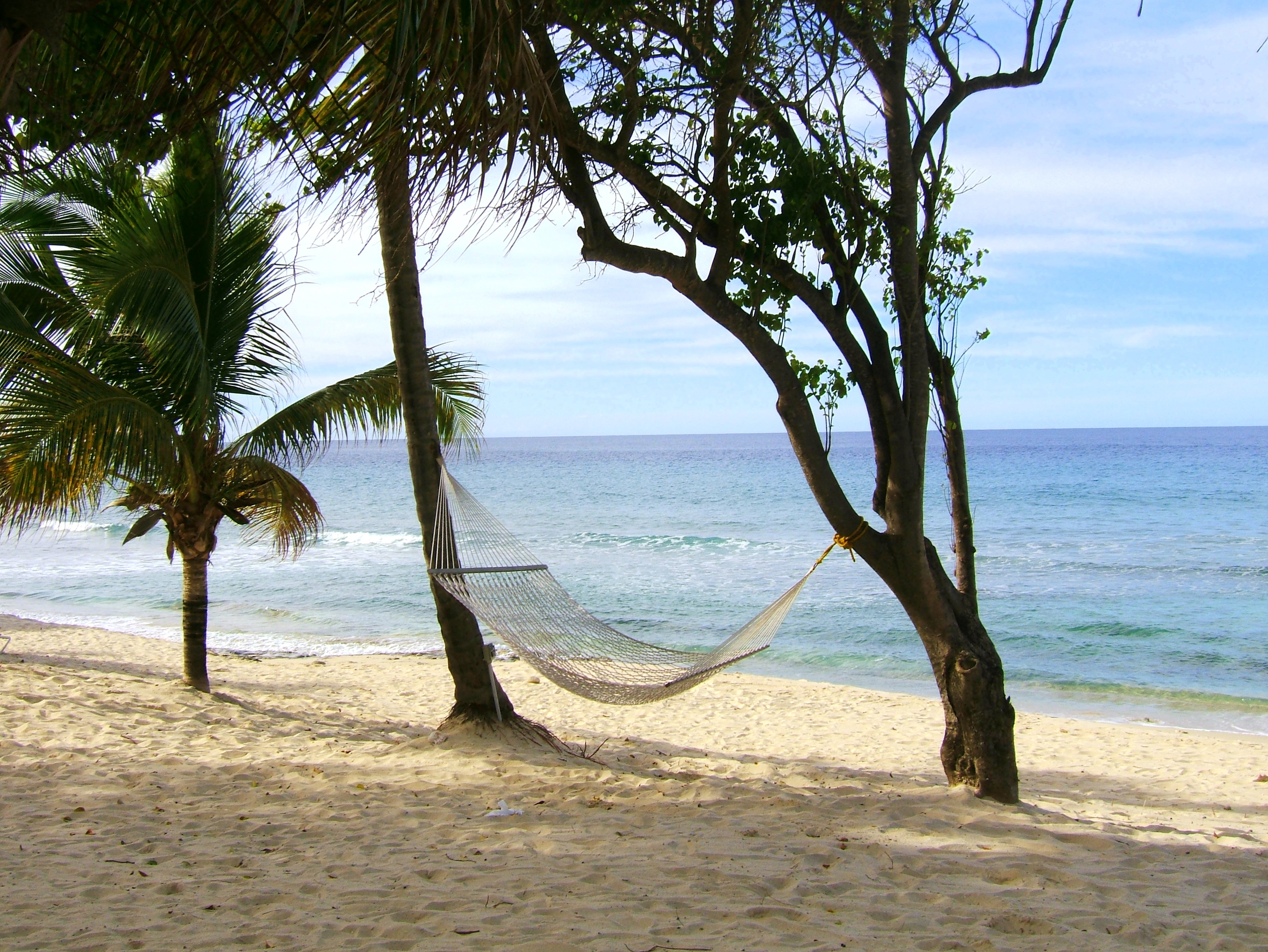
Een van de nieuwigheden die de Spanjaarden aantroffen in de Nieuwe Wereld was de hangmat.

Columbus beschreef het eiland waar hij op 12 oktober 1492 voet aan wal zette als volgt: Vlak, vruchtbaar, bewoond, met een natuurlijke haven en omringd door koraalriffen. Deze beschrijving is van toepassing op vele eilanden in de Bahama-groep en het is dan ook niet verwonderlijk dat er een levendige discussie is over het precieze eiland waar hij landde. Zestiende-eeuwse Spaanse kaarten wijzen Watlings Island aan als de plek van landing. Dit eiland is zelfs hernoemd tot San Salvador. In 1986 voerde National Geographic een uitgebreide studie uit, waarvan de conclusie was dat de eer toekwam aan Samana Cay. Een andere kandidaat is Plana Cays.
Verdere eilanden die hij aandeed op de Bahama's gaf Columbus namen als Santa María de la Concepción (Crooked-Acklins Island), Ferdinanda (Long Island), Isabella (Fortune Island) en de Islas de Arena (Sand Islands). De door hem gevolgde koers is echter dermate vaag, dat ook deze identificaties grotendeels giswerk zijn.

### Columbus' laatste rustplaats

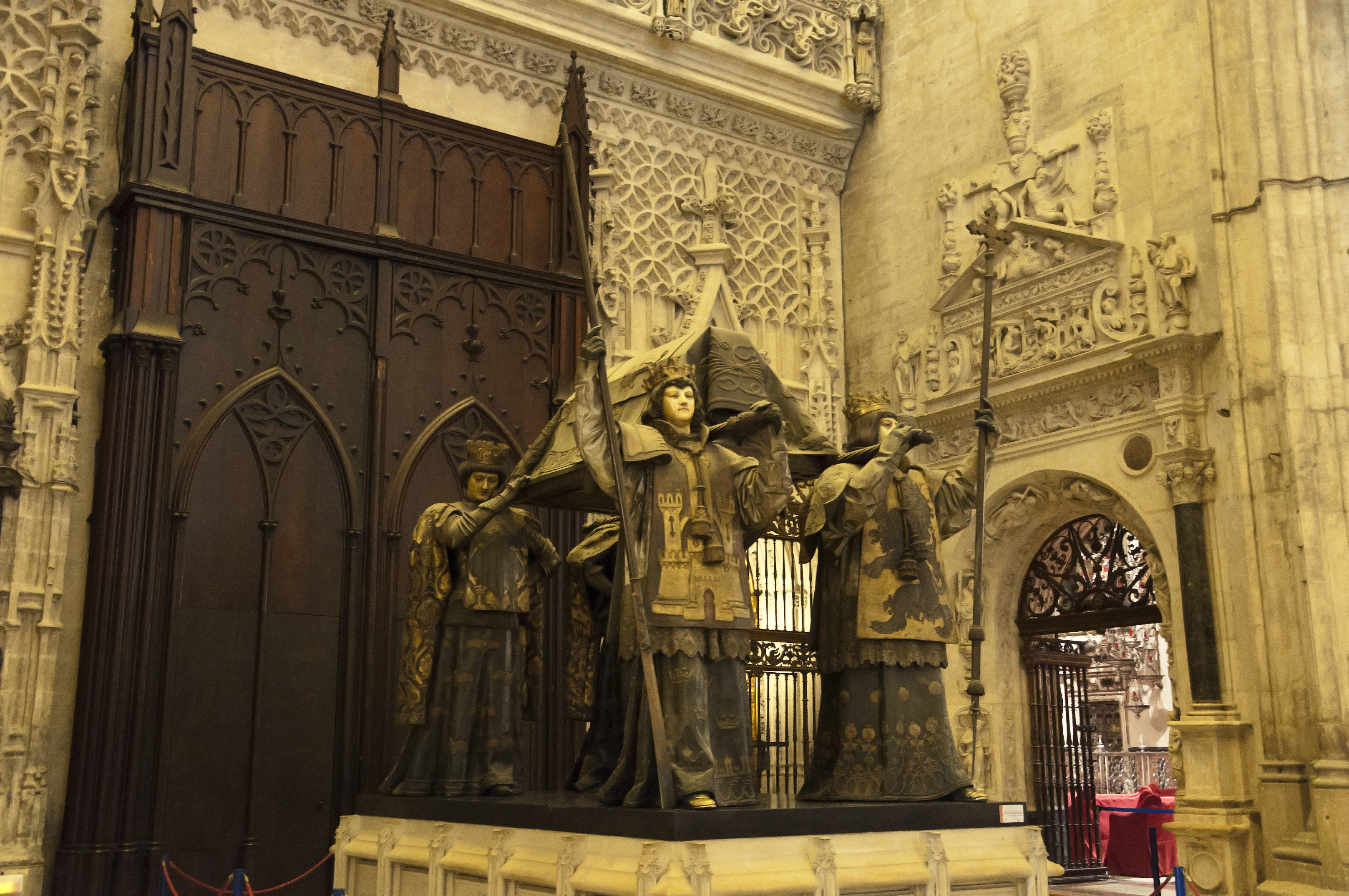
Het graf van Columbus in Sevilla

Na zijn dood werd Columbus een aantal keren herbegraven. Aanvankelijk lag zijn lichaam in een franciscaner klooster in Valladolid. Zijn zoon Diego bracht het in 1509 over naar het familiemausoleum in Sevilla, maar na diens dood werd Columbus bijgezet in de kathedraal van Santo Domingo. Daar bleven de stoffelijke resten totdat de Fransen in 1795 het eiland bezetten. De Spanjaarden verplaatsten het graf naar Havana. Ook Cuba ging echter voor Spanje verloren na de Spaans-Amerikaanse Oorlog van 1898. Columbus werd toen bijgezet in een praalgraf in de Catedral de Santa María de la Sede in Sevilla.
In de Dominicaanse Republiek beweert men dat het graf in Sevilla niet Christoffel Columbus, maar Diego's resten bevat. Het echte graf zou zich nog in Santo Domingo bevinden. Na DNA-tests in 2006 lijkt het er in ieder geval op dat de stoffelijke overblijfselen in Sevilla aan een Columbus toebehoren, maar aan welke is niet vast te stellen.

### Het ei van Columbus
Volgens historicus Girolamo Benzoni zou tijdens een gastmaal bij kardinaal Mendoza tegen Columbus gezegd zijn dat ook iemand anders Indië had kunnen ontdekken als hij het niet gedaan had. Columbus vroeg om een ei en wedde met de aanwezigen dat het hen niet zou lukken het ei zonder enige hulp rechtop te laten staan. Ze probeerden het allemaal zonder succes. Columbus pakte toen het ei en maakte één kant plat door het op tafel te tikken. Het ei bleef nu rechtop staan. De aanwezigen begrepen wat Columbus bedoelde: als iemand eenmaal heeft laten zien hoe iets gedaan moet worden, weet iedereen hoe het moet.
Deze anekdote wordt ook wel toegeschreven aan andere personen, onder wie aan Filippo Brunelleschi, de bouwer van de koepel van de kathedraal van Florence. Die anekdote verscheen vijftien jaar voor de versie van Columbus.